# Eschweger Klosterbrauerei
 (avril 2021).
Si vous disposez d'ouvrages ou d'articles de référence ou si vous connaissez des sites web de qualité traitant du thème abordé ici, merci de compléter l'article en donnant les références utiles à sa vérifiabilité et en les liant à la section « Notes et références ».
Eschweger Klosterbrauerei est une brasserie dans l'ancienne brasserie d'Eschwege, dans le Land de Hesse.

## Histoire
Le maître boucher et aubergiste George Christoph Andreas fonde la brasserie en 1839. En 1875, Jacob Andreas, le fils du fondateur, installe la brasserie dans l'ancienne abbaye augustine. En 1880, il y a six brasseries à Eschwege.
En 1906, Ernst Andreas reprend l'entreprise et la dirige à partir de 1908 avec son beau-frère Eduard Döhle dans une société par actions. Elle acquiert Bergschlößchen-Brauerei en 1912 puis Bürgerliche Brauhaus à Bad Sooden-Allendorf en 1927.
Au cours de la seconde moitié du XXe siècle, la production est complètement rénovée : une nouvelle usine d'embouteillage en 1966, plusieurs réservoirs de stockage en aluminium en 1970, une nouvelle salle de brassage en 1978. En 2003, le nouveau centre logistique s'installe dans Thüringer Straße.
La brasserie du monastère achète 500 tonnes d'orge brassicole à 16 agriculteurs de l'arrondissement de Werra-Meissner.
De 2009 à 2013, Eschweger Klosterbrauerei produit la bière Duff.

## Production
Outre la marque principale Eschwege Klosterbräu, la brasserie privée produit les bières de la marque Jacobinus.
- Eschweger Klosterbräu Alkoholfrei
- Eschweger Klosterbräu – Premium Pils
- Eschweger Klosterbräu – Export
- Eschweger-Cola-Biermix
- Eschweger-Grape-Weizenbiermix
- Jacobinus Bierspezialität Classic
- Jacobinus Bierspezialität Schwarzbier
- Jacobinus Dunkles-Weizen
- Jacobinus Hefe-Weizen
- Jacobinus Hefe Weizen Alkoholfrei
- Jacobinus Kristall-Weizen
- Jacobinus Radler
- Jacobinus Radler Alkoholfrei
- Jacobinus Zwickl

Eschweger Klosterbrauerei produit aussi sous contrat les marques suivantes :
- The Bosshoss Beer
- Grönwohlder Pils
- Demory Paris
- Schön Trinken von Modern Times